# 1964 год
1964 (ты́сяча девятьсо́т шестьдеся́т четвёртый) год  по григорианскому календарю — високосный год, начинающийся в среду. Это 1964 год нашей эры, 4‑й год 7‑го десятилетия XX века 2‑го тысячелетия, 5‑й год 1960‑х годов. Он закончился 61 год назад.
| Пн | Вт | Ср | Чт | Пт | Сб | Вс |
|    |    | 1  | 2  | 3  | 4  | 5  |
| 6  | 7  | 8  | 9  | 10 | 11 | 12 |
| 13 | 14 | 15 | 16 | 17 | 18 | 19 |
| 20 | 21 | 22 | 23 | 24 | 25 | 26 |
| 27 | 28 | 29 | 30 | 31 |    |    |

| Пн | Вт | Ср | Чт | Пт | Сб | Вс |
|    |    |    |    |    | 1  | 2  |
| 3  | 4  | 5  | 6  | 7  | 8  | 9  |
| 10 | 11 | 12 | 13 | 14 | 15 | 16 |
| 17 | 18 | 19 | 20 | 21 | 22 | 23 |
| 24 | 25 | 26 | 27 | 28 | 29 |    |

| Пн | Вт | Ср | Чт | Пт | Сб | Вс |
|    |    |    |    |    |    | 1  |
| 2  | 3  | 4  | 5  | 6  | 7  | 8  |
| 9  | 10 | 11 | 12 | 13 | 14 | 15 |
| 16 | 17 | 18 | 19 | 20 | 21 | 22 |
| 23 | 24 | 25 | 26 | 27 | 28 | 29 |
| 30 | 31 |    |    |    |    |    |

| Пн | Вт | Ср | Чт | Пт | Сб | Вс |
|    |    | 1  | 2  | 3  | 4  | 5  |
| 6  | 7  | 8  | 9  | 10 | 11 | 12 |
| 13 | 14 | 15 | 16 | 17 | 18 | 19 |
| 20 | 21 | 22 | 23 | 24 | 25 | 26 |
| 27 | 28 | 29 | 30 |    |    |    |

| Пн | Вт | Ср | Чт | Пт | Сб | Вс |
|    |    |    |    | 1  | 2  | 3  |
| 4  | 5  | 6  | 7  | 8  | 9  | 10 |
| 11 | 12 | 13 | 14 | 15 | 16 | 17 |
| 18 | 19 | 20 | 21 | 22 | 23 | 24 |
| 25 | 26 | 27 | 28 | 29 | 30 | 31 |

| Пн | Вт | Ср | Чт | Пт | Сб | Вс |
| 1  | 2  | 3  | 4  | 5  | 6  | 7  |
| 8  | 9  | 10 | 11 | 12 | 13 | 14 |
| 15 | 16 | 17 | 18 | 19 | 20 | 21 |
| 22 | 23 | 24 | 25 | 26 | 27 | 28 |
| 29 | 30 |    |    |    |    |    |

| Пн | Вт | Ср | Чт | Пт | Сб | Вс |
|    |    | 1  | 2  | 3  | 4  | 5  |
| 6  | 7  | 8  | 9  | 10 | 11 | 12 |
| 13 | 14 | 15 | 16 | 17 | 18 | 19 |
| 20 | 21 | 22 | 23 | 24 | 25 | 26 |
| 27 | 28 | 29 | 30 | 31 |    |    |

| Пн | Вт | Ср | Чт | Пт | Сб | Вс |
|    |    |    |    |    | 1  | 2  |
| 3  | 4  | 5  | 6  | 7  | 8  | 9  |
| 10 | 11 | 12 | 13 | 14 | 15 | 16 |
| 17 | 18 | 19 | 20 | 21 | 22 | 23 |
| 24 | 25 | 26 | 27 | 28 | 29 | 30 |
| 31 |    |    |    |    |    |    |

| Пн | Вт | Ср | Чт | Пт | Сб | Вс |
|    | 1  | 2  | 3  | 4  | 5  | 6  |
| 7  | 8  | 9  | 10 | 11 | 12 | 13 |
| 14 | 15 | 16 | 17 | 18 | 19 | 20 |
| 21 | 22 | 23 | 24 | 25 | 26 | 27 |
| 28 | 29 | 30 |    |    |    |    |

| Пн | Вт | Ср | Чт | Пт | Сб | Вс |
|    |    |    | 1  | 2  | 3  | 4  |
| 5  | 6  | 7  | 8  | 9  | 10 | 11 |
| 12 | 13 | 14 | 15 | 16 | 17 | 18 |
| 19 | 20 | 21 | 22 | 23 | 24 | 25 |
| 26 | 27 | 28 | 29 | 30 | 31 |    |

| Пн | Вт | Ср | Чт | Пт | Сб | Вс |
|    |    |    |    |    |    | 1  |
| 2  | 3  | 4  | 5  | 6  | 7  | 8  |
| 9  | 10 | 11 | 12 | 13 | 14 | 15 |
| 16 | 17 | 18 | 19 | 20 | 21 | 22 |
| 23 | 24 | 25 | 26 | 27 | 28 | 29 |
| 30 |    |    |    |    |    |    |

| Пн | Вт | Ср | Чт | Пт | Сб | Вс |
|    | 1  | 2  | 3  | 4  | 5  | 6  |
| 7  | 8  | 9  | 10 | 11 | 12 | 13 |
| 14 | 15 | 16 | 17 | 18 | 19 | 20 |
| 21 | 22 | 23 | 24 | 25 | 26 | 27 |
| 28 | 29 | 30 | 31 |    |    |    |

## События

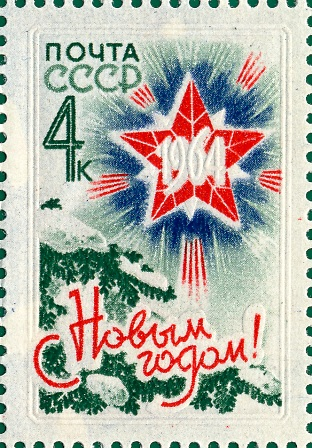
Почтовая марка СССР. С Новым, 1964 годом!

### Январь
- Почтовая марка СССР. С Новым, 1964 годом!1 января

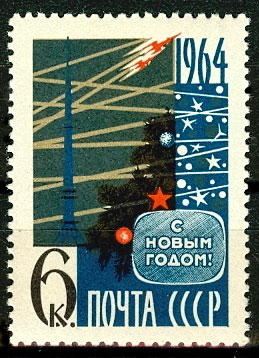
Почтовая марка СССР. С Новым, 1964 годом!

  - В Камеруне введена метрическая система мер и весов[1].
  - Получение внутреннего самоуправления британской колонией Британский Гондурас[2].
- 5 января
  - В условиях однопартийности и безальтернативности в Центральноафриканской Республике прошли президентские выборы, президентом страны переизбран Давид Дако.
  - На референдуме в Дагомее принята новая конституция страны, отменившая президентскую республику и однопартийную систему.
- 8 января
  - Президент Йеменской Арабской Республики маршал Абдалла Ас-Саляль издал декрет «Об организации власти в ЙАР», выполнивший роль временной конституции[3].
  - Получение внутреннего самоуправления британской колонией Багамские острова[2].
  - В Казани задержан один из первых серийных убийц СССР Владимир Ионесян
- 9 января — расстрел американскими войсками и полицией патриотической демонстрации в Панаме[4].
- 12 января — революция в султанате Занзибар. Султан Джамшид ибн Абдулла свергнут, к власти пришла партия Афро-Ширази. 18 января провозглашена Народная Республика Занзибара и Пембы, сформирован Революционный совет во главе с Абейдом Каруме[5][2].
- 19 января — всеобщие выборы в Дагомее. Единственная существующая в стране Дагомейская демократическая партия получила все 42 места в Национальной Ассамблее.
- 20 января — новым премьер-министром Ливии назначен Махмуд аль-Мунтасир[6][7].
- 23 января — формирование в Северной Родезии нового правительства, возглавляемого премьер-министром Кеннетом Каундой[8].
- 25 января — на пост президента Дагомеи вступил Суру-Миган Апити.
- 28 января — получение внутреннего самоуправления британской колонией Северная Родезия[2].
- 29 января — открытие IX Зимних Олимпийских игр в Инсбруке (Австрия); продолжались до 9 февраля[9].
- 30 января — военный переворот в Южном Вьетнаме. К власти пришёл командующий 1-м корпусом генерал Нгуен Кхань[8].

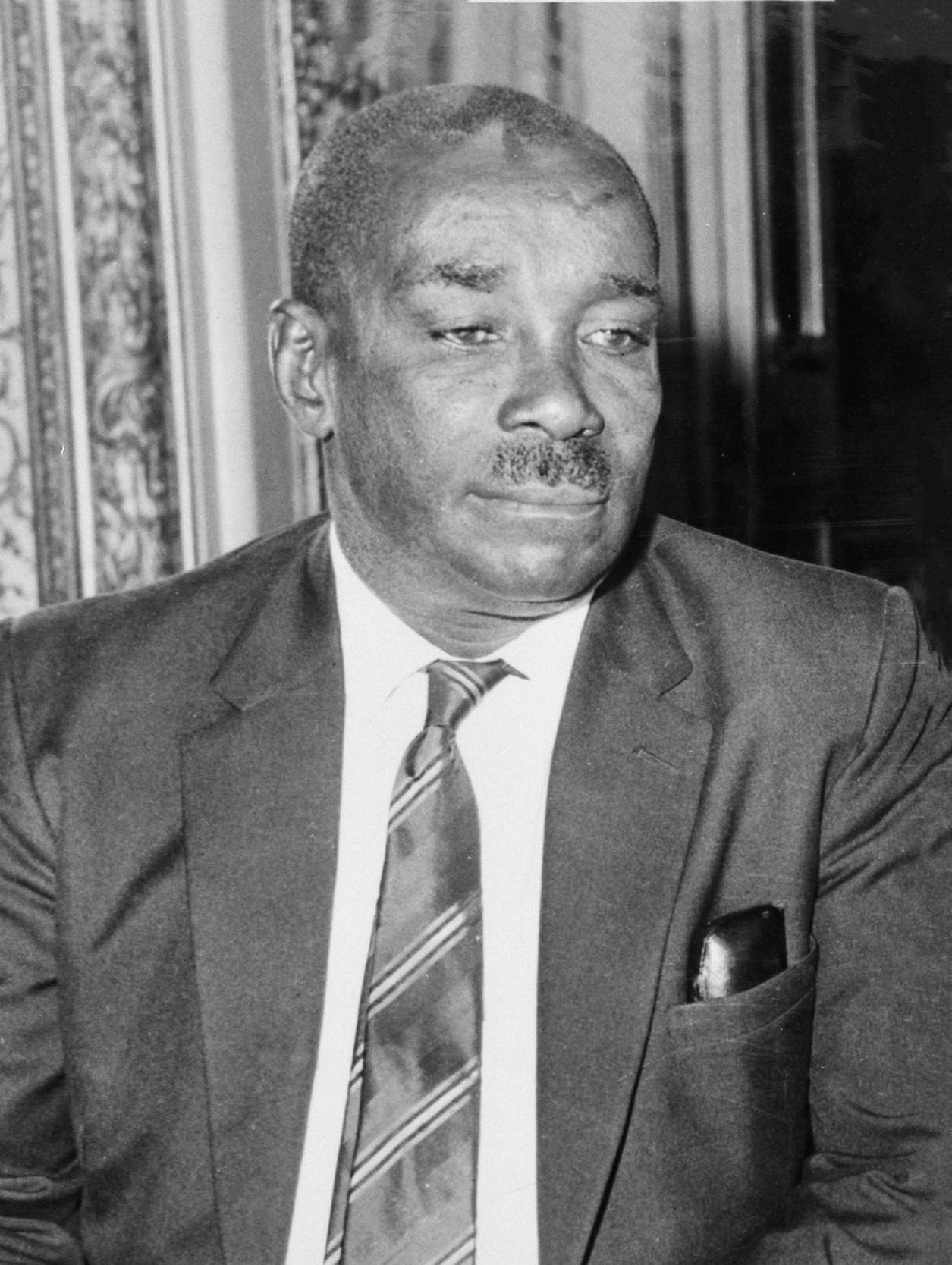
Глава Народной Республики Занзибара и Пембы Абейд Каруме

- Открыт Университет Бурунди.

### Февраль
- 7 февраля — образована Кашкадарьинская область Узбекской ССР[10].
- 10 февраля — премьер-министром Йеменской Арабской Республики назначен Хасан аль-Амри, сменивший Абделя Рахмана Арьяни.
- 16 февраля — на парламентских выборах в Греции победила партия Союз центра, чей лидер Георгиос Папандреу 18 февраля возглавил новое правительство.
- 18 февраля — в Габоне молодые офицеры во главе с лейтенантом Даниэлем Мбене свергли президента Леона Мба.
- 19 февраля
  - Парашютные части армии Франции по приказу президента де Голля осуществили операцию «Либревиль» и возвратили президента Леона Мба к власти в Габоне.
  - в Приморском крае потерпел катастрофу стратегический бомбардировщик «Ту-16Р», погиб весь экипаж, 7 человек[11].
- 25 февраля
  - В результате столкновения двух военных самолётов, Ил-14 и Су-9, в районе г. Артём (Приморский край) погибли все 8 лётчиков.
  - Катастрофа DC-8 под Новым Орлеаном, погибли 58 человек.
- 27 февраля — спущен на воду мезоскаф «Огюст Пикар», первый в мире туристический подводный аппарат, совершивший 1100 погружений в Женевское озеро.

### Март
- 1 марта — Катастрофа L-049 на озере Тахо, погибли 85 человек.
- 3 марта — раскол в правящей партии Боливии Националистическое революционное движение. Из неё вышла группировка вице-президента страны Хуана Лечина Окендо, создавшая Левую национальную революционную партию[12].
- 4 марта — после межобщинных столкновений на Кипре Совет Безопасности ООН направил на остров войска ООН[13].
- 6 марта — смерть короля Греции Павла I (его преемником на престоле стал Константин II)[8].
- 8 марта — власти Народной Республики Занзибара и Пембы заявили о национализации всей земли и курсе на построения социализма.
- 10 и 19 марта — в условиях однопартийности прошли выборы в Национальное собрание Египта, все места получил правящий Арабский социалистический союз[14].
- 13 марта — в Ленинграде прошёл показательный суд над поэтом Иосифом Бродским. Признанный тунеядцем, он был приговорён к ссылке сроком на пять лет без возможности обжалования.
- 15 марта
  - На парламентских выборах в Колумбии либеральная партия получила 51,4% голосов и 92 из 184 мест в Палате представителей, консервативная партия – 48,6% и также 92 места.
  - В условиях однопартийности и безальтернативности в Центральноафриканской Республике прошли парламентские выборы, все места в парламенте получило правящее Движение за социальную эволюцию Чёрной Африки.
- 21 марта — подписан Договор о дружбе между СССР и Йеменской Арабской Республикой[15].
- 25 марта — президент Египта Гамаль Абдель Насер провозгласил новую Конституционную декларацию (временную конституцию) Объединённой Арабской Республики. Отменены конституция ОАР 1958 года и Конституционная декларация 1962 года, страна провозглашена «демократическим социалистическим государством»[16]. Формирование правительства Египта поручено председателю Исполнительного совета ОАР Али Сабри[17].
- 27 марта — Великое Аляскинское землетрясение.
- 28 марта — введение в Бирме однопартийной системы: по закону «О защите национальной солидарности» распускались все политические партии, кроме Партии бирманской социалистической программы[18].
- 30 марта — на парламентских выборах в Сомали победила Сомалийская молодёжная лига, получившая 69 из 123 мест.

### Апрель
- 1 апреля — военный переворот в Бразилии. Свергнут президент Жуан Гуларт, известный своим независимым курсом. 11 апреля новым президентом стал маршал Умберту Кастелу Бранку[19].
- 4 апреля — вступил в силу Союз экономического единства Египта, Ирака, Иордании, Сирии и Кувейта. Создан Совет экономического единства[20].
- 8 апреля — старт беспилотного космического корабля «Джемини-1» (США), приземление 12 апреля[21].
- 11 апреля — Умберту Кастелу Бранку избран президентом Бразилии (вступил в должность 15 апреля).
- 12 апреля — на парламентских выборах в Габоне правящий Габонский демократический блок получил 55,4% голосов и 31 из 47 мест в парламенте, оппозиционный Габонский демократический и социальный союз – 44,6% и 16 мест.
- 13 апреля — Катастрофа Ан-8 под Кировабадом, погибли 6 человек.
- 19 апреля — командир военного гарнизона Вьентьяна генерал Купрасит Абхай захватил власть в Лаосе. Создан Революционный совет, глава правительства национального единства Суванна Фума арестован[22].
- 21 апреля — при неудачной попытке запуска американского навигационного спутника «Транзит-5В» с ядерной энергетической установкой SNAP-9A на борту, находившиеся в ней 950 граммов плутония-238 рассеялись в земной атмосфере, вызвав существенное повышение естественного радиационного фона.
- 22 апреля — обмен в Берлине британского агента Гревилла Винна на советского разведчика Гордона Лонсдейла (К. Т. Молодый)[8].
- 23 апреля
  - Король Лаоса Саванг Ватхана выступил с осуждением переворота 19 апреля[22].
  - Спектаклем «Добрый человек из Сезуана» в Москве открылся Театр на Таганке[23].
- 24 апреля — на парламентских выборах в Камеруне победила правящая партия Камерунский Союз, получившая 83% голосов и 40 из 50 мест в Национальном собрании.
- 25 апреля — на парламентских выборах в Малайзии победила правящая Союзная партия, получившая 58,5% голосов и 89 из 104 мест в парламенте.
- 26 апреля
  - На выборах в Демократической Республике Вьетнам правящий Отечественный фронт получил все 366 мест в парламенте.
  - Народная Республика Занзибара и Пембы и Республика Танганьика объединились в Объединённую Республику Танганьики и Занзибара[2][24].
- 27 апреля — принята постоянная конституция Йеменской Арабской Республики[25][26].
- 29 апреля — премьер-министром Йеменской Арабской Республики назначен Хамуд аль-Джаифи[27][28].
- 30 апреля — президенту Алжира Ахмеду Бен Белле присвоено звание Героя Советского Союза.

### Май
- 2 мая — китайскими альпинистами покорена Шишабангма, последний непокорённый восьмитысячник.
- 7 мая — Катастрофа Fairchild F-27 под Сан-Рамоном.
- 13 мая
  - Народная ассамблея Мали переизбрала Модибо Кейту президентом страны.
  - В Сирии Национальный совет революционного командования заменён Президентским советом, который также возглавил генерал Мухаммад Амин аль-Хафез. Премьер-министром назначен Салах ад-Дин Битар.
  - Президенту ОАР Гамаль Абдель Насеру[29] и маршалу Абдель Хаким Амеру присвоено звание Героев Советского Союза[30].
  - В районе Цимлянского водохранилища столкнулись стратегический бомбардировщик «Ту-16» и самолёт-заправщик, самолёты развалились в воздухе, погибли оба экипажа[11].
- 14 мая — открытие Н. С. Хрущёвым, находившимся в ОАР с 9 по 25 мая с официальным визитом, Асуанской высотной плотины[8][31].
- 17 мая — ВВС США совершили первый налёт на освобождённые районы Лаоса[32].
- 18 мая — на Национальном конгрессе народа Боливии правые и левые оппозиционные партии страны приняли решение не участвовать в выборах 1964 года ввиду отсутствия в стране конституционных гарантий[12].
- 27 мая — смерть премьер-министра Индии Джавахарлала Неру. 2 июня новым премьер-министром стал Лал Бахадур Шастри[8][33].
- 27 мая — начало гражданской войны в Колумбии.
- 31 мая — на всеобщих выборах в Боливии, проходивших при бойкоте со стороны оппозиционных партий, президент Виктор Пас Эстенссоро переизбран на второй срок, а его партия Националистическое революционное движение – почти 98% голосов[34].

### Июнь
- 5 июня — в резиденции Лиги арабских государств в Каире состоялось совещание оппозиционных организаций Южного Йемена обсудившее вопросы организационного единства антибританских сил[35].
- 11 июня — Нельсон Мандела приговорён южноафриканским судом к пожизненному тюремному заключению[8].
- 12 июня
  - Подписание Договора о дружбе, взаимной помощи и сотрудничестве между СССР и ГДР[31].
  - В условиях однопартийности и безальтернативности в Мали прошли парламентские выборы, все 80 мест в Национальном собрании получил правящая партия Суданский союз — Африканское демократическое объединение.
- 14 июня
  - В Чехословакии прошли выборы в Национальное собрание, 272 места из 300 получил правящий Национальный фронт.
  - На Гаити был организован всенародный плебисцит. На бюллетенях был напечатан декрет, провозглашающий действующего президента Франсуа Дювалье пожизненным главой страны. На вопрос «Согласны ли вы?» тут же крупными буквами был напечатан ответ «Да». Тот, кто хотел сказать «нет», должен был вписать это от руки, что означало стать жертвой репрессий.
- 19 июня — захват повстанцами на востоке Республики Конго (Леопольдвиль) города Альбервиль (совр. Калемие)[8].
- 29 июня — в Браззавиле открылся учредительный съезд новой правящей партии Республики Конго Национальное революционное движение. Съезд провозгласил курс на социализм и закончил свою работу 2 июля[36].
- 30 июня — оппозиционные организации Южного Йемена опубликовали совместную декларацию, в которой подтвердили намерение объединить свои усилия в борьбе с британскими властями[35].

### Июль
- 1 июля — президентом ФРГ переизбран христианский демократ Генрих Любке.
- 6 июля
  - Провозглашение независимости Малави — бывшего британского протектората Ньясаленд[2].
  - Избрание Густаво Ордаса новым президентом Мексики (вступил в должность 1 декабря, сменив А. Лопеса Матеоса)[8].
- 9 июля
  - Подписание в Афинах соглашения о нормализации отношений между Болгарией и Грецией[37].
  - Катастрофа Vickers Viscount под Ньюпортом (Теннесси), погибло 39 человек.
- 10 июля
  - Моиз Чомбе сменил отправленного 30 июня в отставку Сирила Адулу на посту премьер-министра Республики Конго (Леопольдвиль)[8].
  - Вышел в свет альбом группы The Beatles «A Hard Day’s Night», с которого началась массовая битломания.
- 15 июля
  - Председателем Президиума Верховного Совета СССР избран Первый заместитель Председателя Совета министров СССР А. И. Микоян. Занимавший этот пост Л. И. Брежнев переведён на пост второго секретаря ЦК КПСС.
  - Принятие Верховным Советом СССР закона о пенсиях и пособиях членам колхозов[38]
  - Из полёта над Японским морем не вернулся советский стратегический бомбардировщик «Ту-16» (экипаж 5 человек)[11].
- 18 июля — расовые волнения в Гарлеме (штат Нью-Йорк), положившие начало «восстанию в гетто[англ.]»[8].
- 27 июля
  - Начало массовых антиправительственных выступлений в Северной Родезии сторонников церкви Лумпа[англ.], возглавляемой «пророчицей» Элис Леншиной[англ.]. Беспорядки сопровождались значительным числом человеческих жертв. 7 августа она сдалась властям, но выступления её сторонников продолжались до середины октября[8].
  - Западно-Сибирский Металлургический Комбинат дал первый чугун.
- 28 июля
  - Лидер Южного Вьетнама генерал Нгуен Кхань объявил, что готов начать военные действия против Северного Вьетнама.

### Август
- 1 августа 
  - Власти Объединённой Республики Танганьики и Занзибара заявили о намерении изменить название страны и объявили конкурс на лучшее название.
  - Начало вещания радиостанции Маяк.
- 2 августа — первый инцидент в Тонкинском заливе: перестрелка между северовьетнамскими патрульными судами и американским эсминцем «Мэддокс», после чего последовал бомбовый удар американской авиации по территории ДРВ[8].
- 4 августа — второй инцидент в Тонкинском заливе: перестрелка между северовьетнамскими патрульными судами и американскими эсминцами «Мэддокс» и «К. Тёрнер Джой»[8].
- 5 августа — захват повстанцами на севере Республики Конго (Леопольдвиль) города Стэнливиль (совр. Кисангани)[8].
- 7 августа — «Тонкинская резолюция» Конгресса США, разрешавшая американскому президенту использовать вооружённые силы против ДРВ[39][40].
- 11 августа — при взлёте в Тарту (Эстонская ССР) разбился стратегический бомбардировщик «Ту-16», погибли 5 из 6 членов экипажа[11].
- 16 августа — генерал Нгуен Кхань взял на себя всю полноту власти в Южном Вьетнаме, сместив президента Зыонг Ван Миня и введя новую конституцию.
- 21 августа — выполняя решение Организации американских государств и под грозой прекращения помощи США, Боливия разорвала дипломатические отношения с Кубой.
- 25 августа — контрпереворот в Южном Вьетнаме. Конституция 16 августа отменена, генерал Нгуен Кхань вынужден разделить власть с другими военными.
- 26 августа — в Париже открылись переговоры между тремя враждующими группировками Лаоса[41].
- 28 августа
  - Республика Конго (Леопольдвиль) получила официальное название Демократическая Республика Конго[2].
  - Город Ставрополь Куйбышевской области СССР переименован в Тольятти.
  - Указом Президиума Верховного совета СССР отменены обвинения в отношении немецкого населения Поволжья, выдвинутые в 1941 году[42].

### Сентябрь

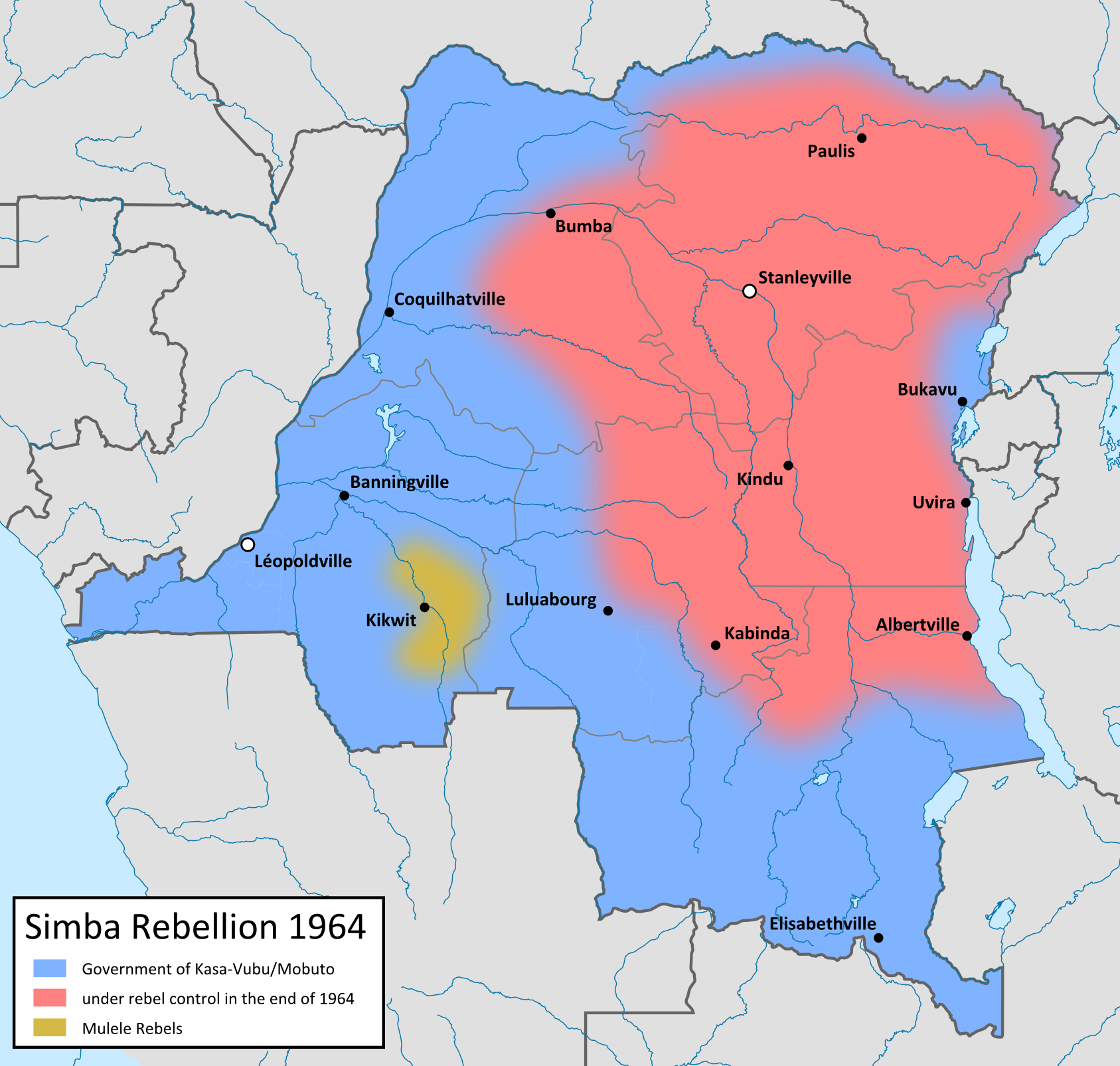
Территория (выделена розовым), подконтрольная осенью 1964 года правительству Народной Республики Конго

- 2 сентября — под Южно-Сахалинском потерпел катастрофу Ил-18В, погибли 87 человек.
- 4 сентября — на президентских выборах в Чили победил христианский демократ Эдуардо Фрей (56,1% голосов), социалист Сальвадор Альенде получил 38,9% годлосов.
- 5 сентября — конголезские повстанцы провозгласили создание Народной Республики Конго со столицей в Стэнливиле, президентом которой стал Кристоф Гбение, один из сподвижников П. Лумумбы[43].
- 11 сентября — в Габоне вынесены приговоры участникам государственного переворота 18 февраля 1964 года, всем сохранена жизнь.
- 13 сентября — в Южном Вьетнаме командир 4-го корпуса бригадный генерал Лам Ван Фат предпринял безуспешную попытку переворота.

- 16 сентября

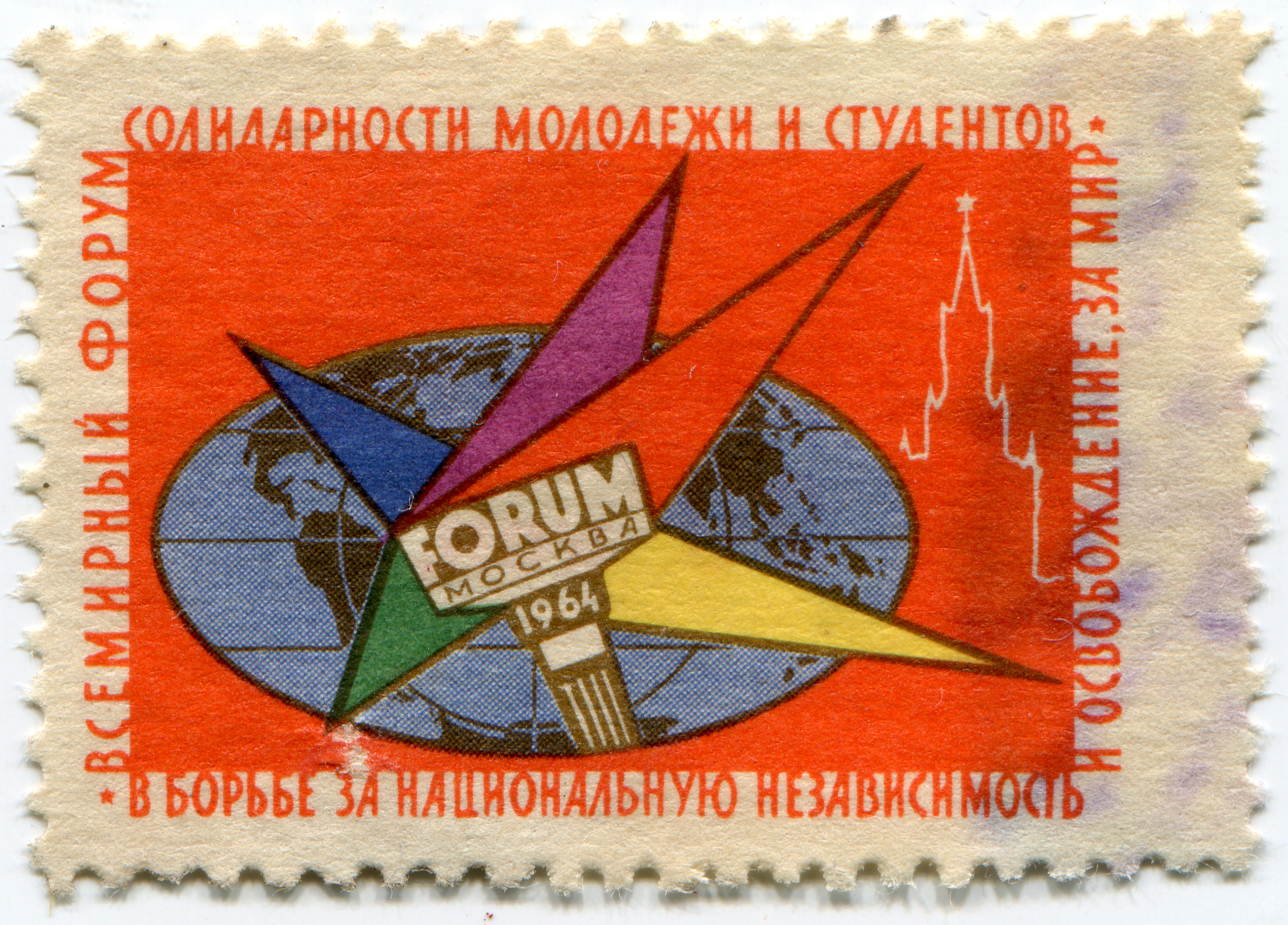
Всемирный Форум солидарности молодёжи и студентов, марка СССР

  - Катастрофа Ан-8РУ в Гостомеле, погибли 7 человек.
  - В Кремлёвском Дворце съездов открылся Всемирный Форум солидарности молодёжи и студентов.
- 17 сентября — подписание соглашения об участии Югославии в работе СЭВ[37].
- 20 сентября
  - На парламентских выборах в Швеции победила правящая Социал-демократическая рабочая партия премьер-министра Таге Эрландера, получившая 47,3% голосов и 113 из 233 мест в риксдаге.
  - В условиях однопартийности в Алжире прошли парламентские выборы. 87% голосов и все 138 мест получил правящий Фронт национального освобождения.
- 21 сентября
  - Провозглашение независимости Мальты — бывшей британской колонии[2].
  - Закончились проходившие в Париже переговоры по урегулированию военно-политического кризиса в Лаосе. Приняты решения о прекращении огня и возобновлении деятельности правительства национального единства во главе с Суванна Фумой[41].
  - Власти Боливии объявили о раскрытии заговора с целью убийства президента Виктора Пас Эстенсоро. В стране введено осадное положение, арестован бывший президент Эрнан Силес Суасо и около ста лидеров оппозиции.
- 22 сентября — на парламентских выборах в Дании победила правящая Социал-демократическая партия премьер-министра Йенса Отто Крага, получившая 41,9% голосов и 76 из 175 мест в фолькетинге.
- 25 сентября
  - Начало национально-освободительной партизанской войны народа Мозамбика против португальских колонизаторов[44].
  - Власти Боливии объявили о ликвидации свободы печати и введении цензуры. Национальная ассоциация журналистов объявила забастовку, в стране начались выступления протеста.
- 30 сентября — энергетический пуск первого энергоблока Нововоронежской АЭС с реактором ВВЭР-210, положившим начало массовому строительству АЭС с реакторами ВВЭР.

### Октябрь
- 1 октября — создана Организация освобождения оккупированного юга Йемена[45].
- 3 октября — отправлен в отставку премьер-министр Сирии Салах ад-Дин Битар. Правительство возглавил глава Президентского совета генерал Мухаммад Амин аль-Хафез.
- 5 октября — в Каире открылась Вторая конференция неприсоединившихся стран, в которой участвовали 47 государств. Завершила работу 10 октября[46].
- 10 октября
  - В условиях отсутствия политических партий в Ливии прошли парламентские выборы.
  - Открытие XVIII Летних Олимпийских игр в Токио (Япония); продолжались до 24 октября[9].
- 12 октября
  - Старт первого многоместного космического корабля «Восход» c экипажем в составе В. М. Комарова, К. П. Феоктистова и Б. Б. Егорова. Приземление 13 октября[47].
  - Заседание Президиума ЦК КПСС, проходившее в отсутствие Н. С. Хрущёва (выехавшего 30 сентября на отдых в Сочи). Принятие решения о снятии Хрущёва с занимаемых им постов[31].
- 14 октября — Октябрьский пленум ЦК КПСС освободил Н. С. Хрущёва со всех партийных и государственных должностей. Первым секретарём ЦК КПСС избран Л. И. Брежнев[47].
- 15 октября
  - Вступление в строй нефтепровода «Дружба»[47].
  - Парламентские выборы в Великобритании, победа лейбористов (44,1% голосов, 317 из 630 мест в Палате общин) над правящей партией консерваторов (43,4% голосов, 304 места)[37].
  - Председателем Совета Министров СССР назначен А. Н. Косыгин[38].
- 16 октября
  - КНР провела первое испытание собственного ядерного оружия[33].
  - Лидер лейбористов Гарольд Вильсон сменил консерватора Алека Дуглас-Хьюма на посту премьер-министра Великобритании[8].
- 19 октября — Катастрофа Ил-18 под Белградом, погибли 18 человек советской военной делегации, включая маршала Советского Союза, начальника Генштаба ВС СССР, Героя Советского Союза С. С. Бирюзова; заведующего Административным отделом ЦК КПСС генерал-майора Н. Р. Миронова; генерал-лейтенанта, начальника Военной академии бронетанковых войск, Героя Советского Союза В. И. Жданова и ряда других генералов и офицеров.
- 24 октября
  - Провозглашена независимость Республики Замбия — бывшей британской колонии Северная Родезия[2].
  - Начало всеобщей политической забастовки в Судане, завершившейся 30 октября свержением военной диктатуры Ибрахима Аббуда[44].
- 26 октября — в условиях массовых волнений правительство Боливии отменило цензуру печати.
- 28 октября — полиция Боливии провела аресты сенаторов и лидеров оппозиции. Массовые волнения переросли в восстания в ряде городов. Армия штурмом взяла город Оруро, захваченный шахтёрами, ВВС бомбили шахтёрские центры. Депутаты Национального конгресса остановили работу конгресса.
- 29 октября
  - На встрече представителей республиканского правительства Йемена и йеменских монархистов в городе Эрквит (Судан) заключено соглашение о прекращении военных действий и созыве Общейеменской конференции по выработке принципов будущего устройства страны[48].
  - Объединённая Республика Танганьики и Занзибара получила название Объединённая Республика Танзания[2][8].
- 30 октября — в столице Боливии Ла-Пасе произошли баррикадные бои между армией и студентами, поддержанными населением.
- 31 октября — командование армии Боливии заявило, что в Ла-Пасе и Оруро установлено спокойствие. Разорваны дипломатические отношения с Чехословакией, которая обвинена в финансировании оппозиции. 3 ноября персонал дипломатического представительства ЧССР покинул страну[49].

### Ноябрь
- 1 ноября — вьетнамские партизаны обстреливают авиабазу Бьенхоа под Сайгоном. В результате обстрела уничтожены 9 американских и южновьетнамских самолётов и вертолётов, погибло 4 американца[50].
- 2 ноября — свержение с престола короля Саудовской Аравии Сауда. Новым королём стал его брат Фейсал[51].
- 3 ноября — президентские выборы в США. Победа кандидата Демократической партии, действующего президента Линдона Джонсона (ставшего в 1963 году президентом после убийства Джона Кеннеди), который набрал 43,1 млн голосов избирателей против 27,2 млн у республиканца Барри Голдуотера[8][4].
- 4 ноября
  - Военный переворот в Боливии. Свергнут гражданский режим Виктора Паса Эстенссоро, к власти пришёл генерал Рене Баррьентос[52].
  - В СССР отменён указ 1956 года «О дополнительном налоге с граждан, имеющих скот в городах».
- 6 ноября — военные власти Боливии объявили об отмене конституции 1961 года и введении в действие конституции 1945 года с поправками от 1947 года[52].
- 7 ноября — президент Йеменской Арабской Республики Абдалла ас-Саляль объявил о прекращении военных действий против монархистов в ночь на 8 ноября в соответствии с Эрквитскими соглашениями. Однако гражданская война не прекратилась[48].
- 8 ноября
  - В условиях однопартийности и безальтернативности в Тунисе прошли всеобщие выборы, все места в Палате депутатов получила правящая Социалистическая дустуровская партия, президентом страны переизбран Хабиб Бургиба.
  - В Браззавиле на учредительном съезде создан единый профцентр Республики Конго — Конфедерация конголезских профсоюзов[53].
- 17 ноября — в СССР установлен День ракетных войск и артиллерии — 19 ноября[источник не указан 2690 дней].
- 21 ноября — указом Президиума Верховного Совета РСФСР «Об объединении краевых, областных (промышленных и сельских) советов депутатов трудящихся РСФСР» отменено введённое в 1962 году деление на промышленные и сельские районы, восстановлены единые советские органы власти.
- 24 ноября — конголезская армия, бельгийские парашютисты и бельгийские наёмники отбили Стэнливиль у повстанцев[43].
- 28 ноября — Катастрофа Ил-14 под Сурами.

### Декабрь
- 1 декабря — упразднены Западно-Казахстанский и Южно-Казахстанский ркая в составе Казахской ССР[54].
- 2 декабря — заместители премьер-министра Йеменской Арабской Республики Мухаммед Махмуд аз-Зубейри и Абдуррахман аль-Арьяни и председатель Консультативного совета ЙАР Ахмед Мухаммед Науман подали в отставку, обвинив президента Абдаллу ас-Салляля в превышении полномочий. В стране начался правительственный кризис[55].
- 6 декабря — президент Италии Антонио Сеньи подал в отставку по состоянию здоровья.
- 8 декабря — в Браззавиле подписан договор о создании Таможенного и экономического союза Центральной Африки в составе Габона, Камеруна, Конго (Браззавиль), Центральноафриканской Республики и Чада[56].
- 12 декабря — Кения провозглашена республикой. Пост британского генерал-губернатора упразднён, премьер-министр страны Джомо Кениата стал президентом страны[2][57].
- 14 декабря — Форбс Бёрнхэм сменил Чедди Джагана на посту премьер-министра Британской Гвианы[8].
- 17 декабря — в Конго (Браззавиль) принят закон о роспуске всех профсоюзов не вошедших в единый профцентр — Конголезскую профсоюзную конфедерацию[58][59].
- 20 декабря — в Южном Вьетнаме в ходе военного переворота власть захватила группа молодых генералов во главе с Нгуен Ван Тхиеу.
- 21 декабря — первый полёт американского тактического бомбардировщика F-111.
- 22 декабря
  - Первый полёт американского самолёта-разведчика SR-71.
  - В СССР упразднён Среднеазиатский экономический район, созданный в 1963 году.
- 28 декабря — президентом Италии избран лидер Демократической социалистической партии Джузеппе Сарагат[37].
- 30 декабря — в условиях межнациональных столкновений прошли выборы в федеральный парламент Нигерии. 162 места из 312 в парламенте получила партия Конгресс народов Севера (37,6% голосов)[60].

### Без точных дат
- Основан московский джаз-клуб «Синяя Птица».
- Начало строительства второго блока Нововоронежской АЭС с головным реактором ВВЭР-365.

## Персоны года
Человек года по версии журнала Time — Линдон Джонсон, президент США.

## Родились
См. также: Категория:Родившиеся в 1964 году

### Январь
- 1 января — Диди Пфайффер, американская актриса кино и телевидения.
- 4 января — Александр Фадеев, советский фигурист.
- 6 января 
  - Сергей Кузнецов, российский композитор и поэт, основатель групп «Ласковый май», «Чернила для пятого класса» и других. (ум. 2022)
  - Михаил Андреев, русский поэт, автор песен, член Союза писателей России.
- 7 января
  - Николас Кейдж, американский актёр.
  - Дарнелл Мартин, американский режиссёр кино и телевидения, сценарист и продюсер.
  - Кристиан Лубутен, французский дизайнер-модельер обуви.
- 10 января — Вадим Тихомиров, российский журналист, теле- и радиоведущий.
- 13 января
  - Пенелопа Энн Миллер, американская актриса.
  - Артур Ваха, советский и российский актёр театра и кино, Заслуженный артист Российской Федерации (1999).
- 17 января
  - Мишель Фэйрли, североирландская актриса телевидения, театра и кино («Игра Престолов»).
  - Мишель Обама, супруга 44-го президента США.
- 18 января — Джейн Хоррокс, британская актриса, певица и музыкант.
- 19 января — Рикардо Архона, гватемальский певец, композитор.
- 21 января — Дмитрий Варшавский, российский рок-музыкант, основатель группы «Чёрный кофе».
- 23 января — Маришка Харгитей, американская актриса и продюсер.
- 27 января — Бриджит Джейн Фонда, актриса театра и кино.
- 31 января — Алексей Нилов, российский актёр театра и кино. Заслуженный артист Российской Федерации (2006).

### Февраль
- 5 февраля
  - Лора Линни, актриса театра, кино и телевидения.
  - Хелена Бергстрём, шведская актриса.
- 6 февраля — Андрей Звягинцев, российский кинорежиссёр, сценарист.
- 8 февраля — Герман Греф, российский государственный деятель, президент и председатель правления Сберегательного банка Российской Федерации.
- 9 февраля
  - Эрнесто Вальверде, испанский футболист и тренер.
  - Владислав Ветров, русский актёр театра и кино, драматург и режиссёр, Заслуженный артист России.
- 10 февраля — Франческа Нери, итальянская актриса.
- 11 февраля — Адриан Хаслер, лихтенштейнский политик, премьер-министр с 2013 по 2021.
- 13 февраля — Дмитрий Ревякин, музыкант, поэт, композитор, лидер группы «Калинов мост».
- 14 февраля
  - Ирина Кабанова — советская и белорусская актриса театра и кино.
  - Ниязи Рамадани — албанский поэт и писатель.
- 15 февраля – Крис Фарли, американский актёр (ум. 1997).
- 16 февраля — Оксана Байрак, украинский кинорежиссёр, сценарист, актриса и телеведущая.
- 17 февраля — Анджелика Пейдж, американская актриса.
- 20 февраля
  - Александр Гордон — российский телеведущий.
  - Френч Стюарт — американский актёр и продюсер.
  - Наталия Гулькина — российская певица, бывшая солистка группы «Мираж».
- 22 февраля — Светлана Копылова, российская певица и поэтесса, исполнительница авторской православной песни.
- 26 февраля — Марк Дакаскос, американский актёр, мастер боевых искусств.

### Март
- 3 марта — Лаура Хэрринг, мексиканская фотомодель, актриса («Малхолланд Драйв»).
- 5 марта — Лаэртский, Александр Алексеевич, российский музыкант и автор песен.
- 7 марта — Ванда Сайкс, американская актриса, комик и сценарист.
- 9 марта
  - Бинош, Жюльет, французская киноактриса.
  - Валери Лемерсье, французская актриса и певица.
- 10 марта — Нене Черри, певица.
- 17 марта — Игорь Арташонов (ум. 2015), российский актёр театра и кино.
- 20 марта
  - Анатолий Журавлёв, советский и российский актёр театра и кино.
  - Риэль Хантер, американская актриса, сценарист и продюсер.
- 23 марта — Хоуп Дэвис, американская актриса театра, кино и телевидения, номинант на премии «Эмми», «Тони» и «Золотой глобус».
- 24 марта — Лиза Гэй Хэмилтон, американская актриса.
- 29 марта — Эль Макферсон, австралийская топ-модель, актриса и дизайнер.
- 31 марта — Александр Турчинов, украинский политический и государственный деятель.

### Апрель
- 2 апреля — Сергей Белоголовцев, российский телеведущий, актёр, юморист, телережиссёр, шоумен, радиоведущий.
- 4 апреля — Лори Хибберд, канадская журналистка и телеведущая.
- 7 апреля
  - Рассел Кроу, актёр, режиссёр, обладатель премии «Оскар».
  - Анатолий Ермолин, российский политик.
- 8 апреля — Ольга Спиркина, российская актриса театра и кино, телеведущая, преподаватель Мастерства телеведущего в Школе телевидения Ольги Спиркиной «Останкино-ТВ».
- 9 апреля
  - Лариса Рудакова, российская певица, заслуженная артистка России.
  - Павел Бадыров, пауэрлифтер, актёр, предприниматель.
- 10 апреля
  - Маргарита Суханкина, советская и российская оперная (меццо-сопрано) и эстрадная певица.
  - Азиза, советская, узбекская и российская эстрадная певица.
- 11 апреля — Войчех Плохарский, польский журналист, автор, композитор, путешественник.
- 13 апреля
  - Доку Умаров, активный участник сепаратистского движения в Чечне (1990-е — 2000-е гг.) (уничтожен в 2013 г.).
  - Кэролайн Рей, канадская комедийная актриса и телеведущая.
  - Ольга Мусина, артистка и режиссёр Национального молодёжного театра РБ имени Мустая Карима.
- 14 апреля — Джина Макки, английская актриса.
- 17 апреля — Лела Рошон, американская актриса.
- 21 апреля — Павел Кабанов, игрок КВН, российский актёр театра и кино, шоумен, пародист, телеведущий.
- 22 апреля — Массимо Каррера, итальянский футболист и тренер.
- 25 апреля — Хэнк Азариа, американский киноактёр и актёр озвучивания.
- 27 апреля
  - Лиза Уилкокс, американская актриса.
  - Самедов, Алихан Имамхан оглы, азербайджанский музыкант, исполнитель азербайджанских народных песен на балабане. Народный артист Азербайджана (2018).

### Май
- 2 мая — Джоди Эпплгейт, американская актриса, журналистка и телеведущая.
- 6 мая — Ларс Миккельсен, датский киноактёр
- 8 мая — Мелисса Гилберт, американская актриса, писатель и продюсер, работающая преимущественно в кино и телевидении.
- 10 мая
  - Юрий Баскаков, российский футбольный судья.
  - Эммануэль Дево, французская актриса.
- 11 мая 
  - Наталия Фиссон, российская актриса театра и кино, Заслуженная артистка Российской Федерации (2005).
  - Тим Блейк Нельсон, американский киноактёр.
- 13 мая — Маша Распутина, российская поп-певица.
- 15 мая — Андрей Сигле, российский продюсер, кинокомпозитор, музыкант, руководитель кинокомпании Proline Film. Заслуженный деятель искусств Российской Федерации (2006), член Европейской киноакадемии (EFA) и Европейского продюсерского клуба (EPC).
- 17 мая — Елена Старостина, российская актриса, в прошлом — телеведущая.
- 21 мая — Иван Белла, первый словацкий космонавт.
- 22 мая — Павел Жагун, русский поэт, музыкант, продюсер, художник, куратор художественных проектов.
- 24 мая — Олег Скрипка, украинский музыкант, лидер группы «Воплі Відоплясова».
- 25 мая
  - Александр Гуревич, российский телеведущий, продюсер и автор программы «Сто к одному».
  - Виталий Кищенко, российский актёр.
- 26 мая
  - Ленни Кравиц, американский певец и гитарист.
  - Юлия Силаева, советская и российская актриса, певица и автор песен.
- 28 мая — Криста Миллер, американская актриса.
- 30 мая — Вайнонна Джадд, американская кантри певица и актриса.

### Июнь
- 1 июня — Тарас Черновол, украинский политический деятель.
- 3 июня
  - Керри Кинг, американский гитарист, основатель и бессменный участник трэш-метал-группы Slayer.
  - Доро Пеш, немецкая рок-певица.
- 5 июня
  - Рик Риордан, американский писатель, наиболее известен как автор серии романов про Перси Джексона.
- 8 июня — Ника, популярная эстрадная певица, Заслуженная артистка России.
- 9 июня — Глория Рубен, канадская актриса и певица.
- 10 июня
  - Венсан Перес, швейцарский актёр («Королева Марго»).
  - Кейт Флэннери, американская актриса, стенд-ап комедиантка и телеведущая.
  - Ангел Червенков, болгарский футболист и футбольный тренер.
- 12 июня
  - Сергей Пашков, российский журналист, заведующий Ближневосточным бюро ВГТРК, собственный корреспондент программы «Вести» в Израиле. Победитель национального телевизионного конкурса «ТЭФИ—2007».
  - Паула Маршалл, американская кино- и телеактриса, в последнее время профессионально занимается фотографией.
  - Джуди Эванс, американская актриса мыльных опер.
- 13 июня — Кэти Бёрк, английская актриса, сценарист, театральный режиссёр, телережиссёр.
- 15 июня
  - Микаэль Лаудруп, датский футболист и тренер.
  - Кортни Кокс, американская актриса.
- 17 июня — Михаэль Гросс, немецкий пловец, олимпийский чемпион.
- 21 июня — Кэри Кеннелл, американская актриса и фотомодель.
- 22 июня
  - Эми Бреннеман, американская актриса.
  - Дэн Браун, американский писатель («Код да Винчи»).
- 24 июня 
  - Станислав Концевич, актёр кино, актёр дубляжа.
  - Вадим Дорохов, советский гитарист и автор песен.
- 25 июня
  - Эрика Гимпел, американская актриса.
  - Эмма Суарес, испанская актриса театра и кино.
- 28 июня — Сабрина Ферилли, итальянская актриса театра и кино.
- 29 июня
  - Ольга Машная, советская и российская актриса театра и кино, Заслуженная артистка России (2000).
  - Сосо Павлиашвили, грузинский и российский певец и актёр.
  - Кэтлин Уилхойт, американская характерная актриса, певица и поэт-песенник.

### Июль
- 3 июля
  - Ярдли Смит, американская актриса озвучивания.
  - Алексей Серебряков, советский, российский и канадский актёр театра и кино, народный артист России (2010).
- 6 июля — Кристина Д’Авена, итальянская певица, актриса, телеведущая.
- 7 июля — Трейси Рейнер, американская актриса.
- 9 июля
  - Кортни Лав, американская актриса и певица.
  - Джанлука Виалли (ум. в 2023), итальянский футболист и тренер.
- 15 июля
  - Жанна Эппле, советская и российская актриса театра и кино, телеведущая, заслуженная артистка России (2010).
  - Шэри Хидли, американская актриса.
- 16 июля — Бурджанадзе, Нино Анзоровна, грузинский государственный и политический деятель.
- 17 июля — Хезер Лэнгенкэмп, американская актриса и продюсер.
- 20 июля — Крис Корнелл, американский музыкант, певец и автор песен, наиболее известный как фронтмен рок-групп Soundgarden и Audioslave. (ум. в 2017)
- 21 июля — Джон Легуизамо, американский актёр колумбийского происхождения, комедиант, танцор, продюсер, лауреат премии «Эмми».
- 22 июля — Дэвид Спейд, американский актёр, четырёхкратный номинант на премию «Эмми», двукратный номинант на премию «Золотой глобус».
- 26 июля
  - Сандра Буллок, американская актриса.
  - Ткаченко, Игорь Валентинович, российский военный лётчик, командир группы «Русские витязи».
- 27 июля — Юрий Клинских, основатель панк-рок группы «Сектор газа». (ум. в 2000)
- 28 июля — Лори Локлин, американская актриса.
- 29 июля — Лиза Пелузо, американская актриса.
- 30 июля
  - Юрген Клинсманн, немецкий футболист, тренер.
  - Вивика А. Фокс, американская актриса и продюсер.
- 31 июля — C. C. Catch, немецкая поп-певица.

### Август
- 2 августа — Мэри-Луиз Паркер, американская актриса, лауреат премий «Эмми», «Тони» и двух «Золотых глобусов».
- 5 августа
  - Хуан Хименес Майор перуанский политик, премьер-министр Перу с 2012 года по 2013 год.
  - Игорь Лагутин, российский актёр театра и кино, Заслуженный артист Российской Федерации (2005).
- 6 августа 
  - Лиза Бойл, американская актриса, фотомодель, фотограф.
  - Валентина Туренская, советский прозаик, драматург.
- 8 августа — Никита Высоцкий, советский и российский актёр театра и кино, режиссёр.
- 12 августа — Дмитрий Миропольский, российский писатель и киносценарист, автор историко-приключенческих романов.
- 14 августа — Кристи Конауэй, американская актриса, модельер и фотомодель.
- 15 августа
  - Алиса Мон, советская и российская эстрадная певица.
  - Деби Мейзар, американская актриса.
- 17 августа
  - Наталья Ветлицкая, российская эстрадная певица.
  - Павел Титов, российский поп исполнитель.
- 21 августа — Алёна Охлупина, актриса театра и кино, народная артистка России, актриса Малого театра.
- 23 августа — Алёна Апина, российская эстрадная певица, заслуженная артистка России.
- 24 августа — Салижан Шарипов, российский космонавт.
- 25 августа
  - Джоанн Уолли, британская актриса и певица.
  - Александр Шульгин, российский композитор.
  - Максим Концевич, французский математик российского происхождения, лауреат Филдсовской премии.
- 31 августа — Нелли Попова, российская актриса театра и кино, Заслуженная артистка России (2005).

### Сентябрь
- 2 сентября
  - Киану Ривз, канадский и американский актёр.
  - Игорь Полонский, композитор, саунд-продюсер групп «Любэ», «Иванушки International», «Корни», «Фабрика», и др.
- 3 сентября — Рикошет (Александр Аксёнов), российский музыкант.
- 5 сентября — Аманда Оомс, шведская актриса и писательница.
- 6 сентября — Рози Перес, американская актриса, танцовщица, хореограф, режиссёр и общественный деятель.
- 7 сентября — Андрине Сетер, норвежская актриса театра и кино.
- 9 сентября — Нина Гарбирас, американская актриса.
- 10 сентября
  - Егор Летов, российский и советский рок-музыкант и поэт, лидер группы «Гражданская оборона». (ум. в 2008)
  - Евгений Белоусов, российский поп-певец, популярный в СССР и России в конце 1980-х — начале 1990-х годов (ум. в 1997).
- 16 сентября
  - Молли Шэннон, американская актриса, комедиантка, сценарист и певица.
  - Росси де Пальма, испанская актриса.
  - Мэри Кустас, австралийская актриса, комедиантка и сценаристка.
- 18 сентября — Холли Робинсон-Пит, американская актриса, певица и телеведущая.
- 19 сентября
  - Антон Нифантьев, советский и российский музыкант, певец, композитор, аранжировщик, звукорежиссёр, продюсер («Чайф»).
  - Ким Ричардс, американская актриса и продюсер.
- 20 сентября — Мэгги Чун, гонконгская актриса.
- 21 сентября — Игорь Жирнов, студийный гитарист группы Сектор Газа (1991—2000), гитарист Александра Иванова в группе «Рондо».
- 25 сентября
  - Мария Дойл-Кеннеди, ирландская актриса, певица, композитор, автор песен, дирижёр и преподаватель.
  - Анита Бароне, американская актриса и комедиантка
- 28 сентября — Джанин Гарофало, американская стендап-комедиантка, актриса, теле- и радиоведущая, политический деятель и сценарист.
- 30 сентября — Моника Беллуччи, итальянская актриса.

### Октябрь
- 2 октября 
  - Евгений Сидихин, советский и российский актёр театра и кино, телеведущий.
  - Алексей Коробков, российский музыкант, барабанщик группы «Воскресенье».
- 3 октября
  - Клайв Оуэн, британский актёр театра и кино.
  - Вадим Самойлов, советский и российский вокалист, гитарист, композитор, поэт, продюсер российской рок-группы «Агата Кристи».
- 7 октября — Саманта Браун, более известная как Sam Brown — английская певица.
- 9 октября — Катерина Гечмен-Вальдек, театральный и музыкальный менеджер, в прошлом киноактриса.
- 12 октября — Сергей Терентьев, советский и российский гитарист и автор песен.
- 13 октября
  - Аллен Коверт, американский комик, актёр, сценарист и кинопродюсер.
  - Мэтт Уолш, американский актёр-комик, продюсер и сценарист.
- 18 октября — Вячеслав Качин, советский и российский гитарист, композитор, поэт, продюсер, актёр.
- 19 октября — Аньес Жауи, французская актриса, режиссёр, сценарист.
- 20 октября — Константин Рябинов, советский и российский панк/рок-музыкант, один из основателей группы «Гражданская оборона».
- 23 октября — Елена Шевченко, российская актриса театра и кино.
- 31 октября
  - Марко ван Бастен, голландский футболист и тренер.
  - Эдуард Кокойты, президент Республики Южная Осетия в 2001—2011 гг.
  - Аманда Сандрелли, итальянская актриса.

### Ноябрь
- 2 ноября — Лорен Велес, американская актриса пуэрто-риканского происхождения.
- 5 ноября
  - Фамке Янссен, нидерландская актриса.
  - Гульнара Дусматова, советская и казахстанская киноактриса.
- 11 ноября — Калиста Флокхарт, американская актриса.
- 13 ноября — Михаил Черняк, российский актёр театра, кино и дубляжа, радиоведущий. С 2005 года — Заслуженный артист РФ. Наиболее известен озвучиванием персонажей мультсериала «Смешарики».
- 14 ноября
  - Патрик Уорбертон, американский актёр и актёр озвучивания.
  - Фэйт Форд, американская актриса.
- 16 ноября — Валерия Бруни-Тедески, итало-французская актриса и кинорежиссёр.
- 27 ноября — Роберто Манчини, футболист, тренер
- 27 ноября — Робин Гивенс, американская актриса, писательница и бывшая модель.
- 28 ноября
  - Хорхе Капитанич, аргентинский политик, председатель кабинета министров в 2002 году и с 19 ноября 2013 года.
  - Шан Уильямс, уэльская журналистка, телеведущая и актриса.
- 30 ноября — Эмманюэль Любецки, мексиканский оператор, восьмикратный номинант премии «Оскар»

### Декабрь
- 1 декабря — Карлос Альварадо-Ларруко, аргентинский и французский поэт, педагог и литературный критик.
- 3 декабря
  - Сергей Гапонов, российский учёный, доктор биологических наук, профессор, заведующий кафедрой зоологии и паразитологии Воронежского государственного университета.
  - Елена Дробышева, российская актриса театра и кино.
- 4 декабря
  - Мариса Томей, американо-итальянская актриса, лауреат премии «Оскар».
  - Челси Нобл, американская актриса.
- 8 декабря — Тери Линн Хатчер, актриса.
- 9 декабря
  - Сертаб Эренер, турецкая певица, победительница конкурса песни «Евровидение» в 2003 году.
  - Пауль Ландерс, немецкий музыкант, наиболее известный как ритм-гитарист немецкой индастриал-метал группы Rammstein.
- 10 декабря
  - Таисия Повалий, советская и украинская певица, исполняющая песни на украинском и русском языках. Народная артистка Украины (1997), Народная артистка Ингушетии (2012), народный депутат Украины (2012—2014).
  - Эдит Гонсалес, латиноамериканская актриса, танцовщица и модель.
- 13 декабря — Hideto «hide» Matsumoto, японский певец и музыкант (ум. в 1998).
- 14 декабря
  - Луценко, Юрий Витальевич, украинский политический и государственный деятель.
  - Ребекка Гибни, австралийская актриса, сценарист и кинопродюсер.
- 18 декабря
  - Стив Остин, американский актёр кино и телевидения, бывший профессиональный рестлер.
  - Франк Реннике, немецкий певец-бард, известный своими крайне правыми взглядами.
- 19 декабря
  - Арвидас Сабонис, литовский баскетболист.
  - Беатрис Даль, французская актриса.
- 21 декабря — Фабиана Уденио, это аргентинская актриса и секс-символ кино и телевидения.
- 23 декабря — Эдди Веддер, американский музыкант, наиболее известный как фронтмен рок-группы Pearl Jam.
- 26 декабря
  - Евгения Добровольская, актриса театра и кино.
  - Коллин Дион-Скотти, американская актриса мыльных опер и каскадёр.
- 27 декабря — Тереза Рэндл, американская актриса.
- 30 декабря — Софи Уорд, английская актриса.
- 31 декабря — Валентина Варгас, чилийская актриса.

## Скончались
См. также: Категория:Умершие в 1964 году

### Февраль
- 6 февраля — Эмилио Агинальдо, один из лидеров Филиппинской революции, первый президент Филиппин в 1899—1901 годах (род. 1869).

### Март
- 18 марта — Норберт Винер, американский математик (род. 1894).

### Апрель
- 5 апреля — Дуглас Макартур, американский военачальник (род. 1880)[8].

### Май
- 1 мая — Николай Леонидович Духов, советский конструктор бронетехники, ядерного и термоядерного оружия, трижды Герой Социалистического Труда, лауреат Сталинской, Ленинской и Государственной премий СССР (род. 1904).
- 17 мая — Отто Вильгельмович Куусинен, финляндский и советский политический деятель, член Президиум ЦК КПСС (род. 1881)[61].
- 27 мая — Джавахарлал Неру, видный политический деятель, первый премьер-министр Индии (род. 1889)[33].
- 30 мая — Лео Силард, американский физик (род. 1898)[62]

### Июль
- 4 июля — Самуил Яковлевич Маршак, советский поэт и переводчик (род. 1887).
- 7 июля — Михаил Павлович Бобышов, советский художник и педагог, народный художник РСФСР (род. 1885).
- 11 июля — Морис Торез, председатель Французской компартии (род. 1900)[38].
- 29 июля — Ванда Василевская, советская писательница, поэт, драматург (род. 1905).

### Август
- 7 августа — Александр Завадский, польский государственный деятель, Председатель Государственного совета Польской Народной Республики в 1952—1964 годах (род. 1899).
- 12 августа — Ян Флеминг, английский писатель, автор романов о супершпионе Джеймсе Бонде (род. 1908)[8].
- 21 августа — Пальмиро Тольятти, генеральный секретарь Итальянской компартии (род. 1893)[38].

### Сентябрь
- 11 сентября — Аристарх Абольянц (р. неизвестно), полковник русской императорской армии.
- 18 сентября — Шон О’Кейси, ирландский драматург (род. 1880)[8].
- 25 сентября — Отто Гротеволь, председатель Правительства ГДР (род. 1894)[38].
- 28 сентября — Михаил Светлов, советский поэт (род. 1893).

### Октябрь
- 5 октября — Коул Портер, американский композитор (род. 1891).
- 7 октября — Бернхард Гёцке, немецкий киноактёр (род. 1884).
- 19 октября — Сергей Семёнович Бирюзов, советский военачальник, Маршал Советского Союза (род. 1904)[61].
- 20 октября — Герберт Гувер, 31-й президент США (с 1929 по 1933 год) (род. 1874)[8].
- 24 октября — Юозас Микенас — литовский скульптор (род. 1901).
- 29 октября — Василий Иванович Агапкин, русский военный дирижёр и композитор, автор марша «Прощание славянки» (род. 1884).

### Декабрь
- 3 декабря — Александр Алексеевич Ефимов, советский живописец (род. 1905).
- 7 декабря — Николай Николаевич Аничков, российский и советский учёный, патолог, академик АН и АМН СССР, генерал-лейтенант медицинской службы (род. 1885).
- 17 декабря — Виктор Франц Гесс, австро-американский физик, нобелевский лауреат 1936 года (совместно с Карлом Андерсоном) за открытие космических лучей (род. 1883)[63].

## Нобелевские премии
- Физика — Николай Геннадиевич Басов, Александр Михайлович Прохоров и Чарлз Хард Таунс — «За фундаментальные работы в области квантовой электроники, которые привели к созданию излучателей и усилителей на лазерно-мазерном принципе»[64].
- Химия — Дороти Кроуфут-Ходжкин — «За определение с помощью рентгеновских лучей структур биологически активных веществ»[64].
- Физиология и медицина — Конрад Блох и Феодор Линен — За открытия, касающиеся механизмов и регуляции обмена холестерина и жирных кислот[64].
- Литература — Жан Поль Сартр — «За богатое идеями, пронизанное духом свободы и поисками истины творчество, оказавшее огромное влияние на наше время».
- Премия мира — Мартин Лютер Кинг — «За борьбу против расовой дискриминации» (присуждена 14 октября)[8].